# ربچویتسه
ربچویتسه (به لهستانی:  Rybczewice) یک روستا در لهستان است که در گمینا ربچویتسه واقع شده‌است. ربچویتسه ۸۴۰ نفر جمعیت دارد.